# 松叶佛甲草
松叶佛甲草（学名：Sedum mexicanum），又名：墨西哥佛甲草、松葉景天，为景天科佛甲草属下的一个种。

## 扩展阅读
- 維基物種上的相關：松叶佛甲草